# Liste deutscher Bezeichnungen papua-neuguineischer Orte
Aufgrund der deutschen Kolonialgeschichte der nördlichen Hälfte des Staatsgebietes von Papua-Neuguinea einschließlich des Bismarck-Archipels trugen und tragen zahlreiche Orte deutsche Namen. Diese sind im Folgenden alphabetisch (kursiv) aufgelistet, rechts daneben die (ggf. aktuelle) Entsprechung auf Englisch oder einer der anderen 839 Sprachen des Landes.

## A
- Abgarrisinseln Nuguria-Inseln
- Adelbergberge Adelbert Range[1]
- Adlerfluss Busu River
- Admiralhalbinsel Willaumez Peninsula
- Admiralitätsinseln Admiralty Islands
- Adolfhafen oder Adolphhafen Morobe
- Alexishafen oder Großfürst-Alexis-Hafen Alexishafen
- Aly-Insel Siar[2]
- Anachoreteninseln Kaniet-Inseln
- Angriffshafen Vanimo
- Anirinseln Feni-Inseln
- Anthony-Caens-Inseln Tanga-Inseln
- Arnoldfluss Bliri River

## B
- Badenbucht Baden Bay
- Baudissininsel Baudisson Island
- Belowberg Langila
- Berlinhafen Berlin Harbour
- Börgen-Bucht Borgen Bay
- Bertrantinsel Tarawai
- Bismarck-Gebirge Bismarck Range
- Bittenfluss Biding River
- Blanchebucht Blanche Bay
- Blossevilleinsel Kadovar
- Blücher Berge Blücher-Gebirge
- Blutegelberg Mount Leech
- Bogadschim
- Bonmartiniberg Mount Tokowinai
- Bootshafen oder Wasserhafen Baungung Harbour
- Boudeuse-Insel Liot Island
- Braunschweighafen Brunswick Harbour
- Bruckenfluss Din River
- Busmandinsel Harengan Island

## C
- Caprivi-Fluss Kravel River
- Carteretinsel Carteret-Inseln
- Commerson-Inseln Sae Islands
- Commodorebucht Commodore Bay
- Credner-Inseln Credner Islands

## D
- Dallmannhafen Dallman Harbour
- Dampierinsel Karkar
- Däumlings-Bucht Daumlinge Bay
- Deinzerhöhe
- Debloisinsel Koil
- Der Steinberg Mount Stony
- Deslacs-Insel Garowe
- Die Schwarzeninsel Los-Negros-Insel
- Disraeliberg (auch Schopenhauerberg) Mount Abilala
- Donaldsonkette Donaldson Range
- Dreiinselhafen Three Islands  Harbour
- Dudemaineinsel Tumleo Island
- D'Urvilleinsel Kairiru Island
- Duportailinsel Lolobau Island

## E
- Ehlersberg Mount Andewo
- Eichstedt-Insel Boliao
- Einfahrts-Insel Edmago Island
- Eitel-Friedrichhafen[3] Ulingan Harbour
- Eleonorenbucht Eleonora Bay
- Elisabethfluss Nuru River
- Elisabethafen Elizabeth Bay
- Elisabethinsel Alim Island
- Eremiteninseln
- Erimahafen Erima Harbour
- Ernst-Gunther-Hafen Teop Harbour
- Erwartungsstraße Expectation Strait

## F
- Felsen Huk Cape Reilnitz
- Fischerinsel Simberi
- Fischel-Insel Kranket Island
- Fitz-Insel Kimbu Island
- Fledermaus-Inseln Bat Islands
- Fliegen-Inseln Fly Islands
- Foriesterinsel Mundua Island
- Französische Inseln Vitu-Inseln, englisch: Vitu Islands
- Finschhafen
- Finschhafen-Großer Hafen Lillum Kapuing
- Finschhafen-Kleiner Hafen Lillum Saun
- Franklin-Bucht Simbini Bay
- Franziskafluss Logui River
- Friedafluss Frieda River
- Friedrich Carlhafen Nagada Harbour
- Friedrich Wilhelmshafen Madang
- Festung Spitze Kitumala Point oder Fortification Point

## G
- Gardeney-Insel Niolam
- Garnotinsel Blup Blup
- Gazellenhalbinsel Gazelle-Halbinsel
- Gazellenkanal Gazelle Channel
- Goßlerfluss Serra River
- Grüne Inseln Green Islands
- Götzinsel Panu-Tibun
- Gragerinsel Kranket Island
- Gressieninsel Muschu Island
- Grenzkap Cape Ward Hunt
- Große Admiralitätsinsel Manus
- Guilbertinsel Walis

## H
- Hagensberg Mount Hagen
- Hagensberge Hagen Mountains
- Hahlgebirge Verron-Range
- Hänisch-Hafen Hanisch Harbour
- Hannam-Hafen Garua Harbour
- Hannaminsel Garua Island
- Hansabucht Hansa Bay
- Hansainsel Manam
- Hansemannküste Hansemann Coast
- Hans-Meyer-Gebirge Hans-Meyer-Range
- Hartmannberg Mount Asowa
- Hatzfeldhafen Hatzfeldhafen
- Helahalbinsel Salamaua (Peninsula)
- Helenahafen Sialum
- Hendersoninsel Matupi
- Henry-Reid-Fluss Wulwut River
- Herbertshöhe Kokopo
- Herbertberg Mount Herbert oder Mount Udon
- Herkulesbucht Hercules Bay (Papua-Neuguinea)
- Hessenbucht Hessen Bay
- Heuschober-Inseln Papialou-Inseln
- Hohenlohe-Langenburg-Berg Mount Sulen
- Holmesfluss Toriu River
- Holzhafen Bagatere Harbour
- Hunsteinberg Mount Hunstein
- Hunstein-Gebirge Hunstein Range
- Hunterhafen Balanawang Harbour
- Hüsker Spitze Mutupina Point
- Hyane-Hafen Hyane Harbour

## I
- Isumrud-Straße Dampierstraße

## J
- Jacquinotbucht Jacquinot Bay
- Jacquinot Insel Wiei
- Jenkins Insel Wulai Island
- Jesus-Maria-Insel Rambutyo-Insel
- Johanna-Bucht Kaet Bay
- Johann Albrechtshafen Johann Albrecht Harbour
- Josefsthal Josephstaal
- Jullienberg Julien Hill

## K
- Kaieberg oder Ghaieberg (Mount) Tavurvur
- Kaisergebirge Emperor Range
- Kaiserin-Augusta-Bucht Empress Augusta Bay
- Kaiserinsel Taiof Island
- Kantberg Mount Gladstone bzw. Mount Boising
- Kap Byron Cape Lambert (Papua-Neuguinea)
- Kap Deschamps Cape Torkoro
- Kap Fransecky Cape Wabusi
- Kap Freundschaft Cape Friendeship
- Kap Lambert Cape Lambert (Papua-Neuguinea)
- Kap Neumayer Iboki Point
- Kap Quoy Cape Kwoi
- Kap Sankt Georg Cape Saint George
- Kap Sankt Maria oder Ost-Kap East Cape
- Katharinenhafen Lambu
- Kaiser-Wilhelms-Land: Nördliches Festland von Papua-Neuguinea
- Kaiserin-Augusta-Fluss Sepik
- Kap Batsch Cape Botiangin
- Kap Gerhards Cape Gerhards
- Kap Kiepert Cape Mensing
- Kap König Wilhelm Cape King William
- Kap Königin Charlotte Cape Matanalem
- Kap Parsee Parsee Point
- Kap Quoy Cape Kwoi
- Kap Tewalib Enke Point
- Karsauinsel Keresau Island (auch Paris Island)
- Kegelberg Cone Mountain
- Königin Karola Hafen Queen Carola Harbour
- Knopeinsel Button Island
- Konstantinhafen Erimba
- Kraetkegebirge Kratke Range
- Krokodil-Spitze Alligator Point
- Kroneninsel Crown Island
- Kronprinzengebirge Crown Prince Range
- Kronprinzhafen Malala Harbour
- Kuper Berge Kuper Range

## L
- Lambóm Lambom Island
- Lamerotte Lakuramau
- Langemakbucht Bubuiaua Bay oder Langemak Bay
- La Vandola-Insel Nauna
- Lessoninsel Bam
- Liebliche Inseln Arawe-Inseln
- Lindenhafen Linden Harbour
- Longinsel Long Island (Papua-Neuguinea)
- Longuerue Insel Lasanga Island
- Lorenzberg Mount Lawrence
- Lottininsel Tolokiwa Island

## M
- Maclayküste Maclay Coast
- Man-Insel Watom Island
- Marienberg Marienberg (Papua-Neuguinea)
- Marienhafen Yangla auf Umboi
- Marken-Inseln Tauu Islands
- Markham (Fluss) Markham River
- Mausoleuminsel Selapiu Island
- Margarethenfluss Kaukomba River
- Meriteinsel Unea Island
- Möwehafen Moewe Harbour
- Müllergebirge Muller Range
- Müllerinsel Induna Island
- Mutterberg oder Mutter Mount Kombiu

## N
- Nachtigal-Bucht Nightingale Bay
- Nagerinseln Purdy Islands
- Nassau Saidor
- Nassaubucht Nassau Bay
- Neuhannover Lavongai
- Neulauenburg Duke-of-York-Inseln
- Neumayerfluss Pual River
- Neumecklenburg New Ireland
- Neupommern New Britain
- Neuwerk-Insel Bangatang Island
- Nordhafen Umbuku
- Nordinsel Narage
- Nördliche Gardnerinsel Tatau
- Nördlicher Sohn oder Nordsohn (Mount) Likuruanga
- Nördliche Tochter Toyanumbatir
- Nord-Kap oder Kap Hanpan Cape Hanpan
- Nord-Kap Cape Cunningham
- Nusahafen Kavieng harbour[4]

## O
- Oertzeninsel Paeowa Island
- Offene Bucht Open Bay
- Ogumantzfluss Gumanch River
- Ottilien-Fluss Ramu
- Ottoberg (Neuguinea) Mount Otto (Neuguinea)

## P
- Parisinsel Keresau Island
- Peterhafen Peter Haven
- Pfingstenberg Pentecost Mountain
- Potsdamhafen Monumbo Bay
- Preußenreede Huongolf
- Prinz-Adalbert-Hafen Sarang Harbour
- Prinz-Albrecht-Hafen Bogia Harbour
- Prinz-Heinrich-Hafen Mis Inlet
- Pommernbucht Pommern Bay
- Port Breton Lassim Bay
- Portlandinseln oder Duke-of-Portland-Islands Tingwon-Inseln
- Potsdamhafen Monumbo Bay bzw. Potsdam Harbour
- Powellhafen Tavanatangir Harbour
- Purdyinseln Purdy Islands

## R
- Regenberg Rain Mountain
- Reinbucht Rein Bay
- Riebecksbai Riebeck Bay
- Rich-Insel Bagabag Island
- Richthofenbucht Richthofen Bay
- Ritter-Insel Ritter Island
- Roissy-Insel Vokeo
- Ross-Insel Aweleng Islands
- Rottenburg-Bai Reboine Bay
- Ruk-Insel Umboi

## S
- Sachsenbucht Sachsen Bay
- Saisoninsel Seleo Island
- Samoahafen Salamaua Harbour
- Sandwichinsel Dyaul
- San Antonio-Insel Mali Island
- San Francisco-Insel Mahur Island
- Sankt-Gabriel-Insel Pak Island
- Sankt-Georg-Insel Lou
- Sankt-Georg-Kanal Saint Georg´s Channel
- Sankt-Matthias-Insel St.-Matthias-Inseln
- Sankt-Rafael-Insel Tong
- Sankt-Joseph-Insel Masahet Island
- Sattelberg oder Saddle Mountain
- Schachbrettinseln Ninigo-Inseln
- Schäkinsel Sek Island
- Scheringberg Mount Lotomgan
- Schildkrotinsel Ailo Island
- Schlangenhafen Singorokai
- Schleinitzgebirge Schleinitz-Gebirge
- Schlossberg Mount Piora
- Schopenhauerberg (auch Disraeliberg) Mount Abilala
- Schouten-Inseln Le-Maire-Inseln
- Schrader-Gebirge Schrader Range
- Schulze Huk Raluana Point
- Schwarzerberg Mount Hahl
- Seeadlerhafen Seeadler Harbor
- Seichte-Bucht Shallow Bay
- Siegelinsel Usien Island
- Simpsonhafen Rabaul
- Spree-Fluss Mambare River
- Steffenstraße Steffen-Strait
- Stephanstraße Stephan Strait
- Stephansort (existiert nicht mehr)
- Sterngebirge Star Mountains
- Stettinerbucht Stettin Bay
- Stoschberg Bati Suilaua bzw. Mount Suilou
- Sturminsel Emirau
- Süd-Kap Cape Bali (auch nur Cape South)
- Südliche Gardnerinsel Tabar Island
- Südlicher Sohn (Mount) Bamus
- Südliche Tochter oder Südtochter Turanguna oder South Daughter
- Südwestspitze Southwest Point

## T
- Tafelberg Table Mountain
- Tasmaninseln Nukumanu-Inseln
- Taubeninsel Big Pigeon Island, die größere der Credner-Inseln
- Thurnwald-Gebirge Thurnwald Range[5]
- Tigerinsel Wuvulu
- Tirpitz Mountains Tirpitz Berge (Neuguinea)
- Tirpitz-Gebirge Tirpitz Range (Lavongai)
- Tupinierinsel Sakar

## V
- Varzinberg Vunakokor
- Vaterberg oder Vater Ulawun
- Verräterbucht Mambare Bay
- Vierkantberg (auch nur Vierkant) Mount Four Corners
- Victor-Emanuel-Gebirge Victor Emanuel Range
- Vulkan-Insel oder Ariadne- bzw. Hansainsel Manam

## W
- Wachtkuppe Wachtkuppe
- Wahlenburg Wahlenburg
- Watunwunggusch-Insel Watungwunggusuk Islet
- Weberhafen Ataliklikun Bay
- Weiße Bucht Wite Bay
- Westliche Inseln Western Islands
- Württembergbucht Wurttemberg Bay

## Y
- Ysabelinsel Bughotu (Salomonen)

## Z
- Zerstreute-Inseln Straggling Islands
- Zöllerberg (im Kraetkegebirge) ?
- Zuckerhutinsel Mbuke Island
- Zuckerhutberg Mount Sugarloaf
- Zuckerhutberg Mount Stolle